# João da Cruz e Sousa
João da Cruz e Sousa (né le 24 novembre 1861 à Nossa Senhora do Desterro, aujourd'hui Florianópolis - mort le 19 mars 1898 à Antônio Carlos) est un poète brésilien, l'un des précurseurs du symbolisme au Brésil. Honoré de l’épithète Dante noir ou Cygne noir, il fut, selon Antonio Candido, « l’unique écrivain éminent de pure race noire dans la littérature brésilienne, où sont nombreux les métis ».

## Biographie
Fils des anciens esclaves Guilherme da Cruz, maçon de son état, et de Carolina Eva da Conceição, João da Cruz reçut une éducation distinguée sous la tutelle du maréchal Guilherme Xavier de Sousa, qui lui conféra son patronyme. L’épouse de Guilherme Xavier de Sousa, Mme Clarinda Fagundes Xavier de Souza, restée sans enfants, vint à protéger le petit João Cruz e Souza et à veiller à son éducation. Il apprit ainsi le français, le latin, le grec et aussi les mathématiques et les sciences naturelles, sous la conduite du biologiste allemand Fritz Müller.
En 1881, Cruz e Souza dirigea le journal Tribuna Popular, où il combattait l’esclavage et le préjugé racial. En 1883, il fut récusé comme procureur (promotor de justiça), au motif qu'il était noir. En 1885, il fit paraître son premier livre, Tropos e Fantasias, en collaboration avec Virgílio Várzea. Après 5 ans, il se fixa à Rio de Janeiro, où travailla comme archiviste dans la compagnie ferroviaire Estrada de Ferro Central do Brasil. En même temps, Cruz e Souza donna quelques collaborations au journal Folha Popular. En 1893, au mois de février, il publia Missal (prose poétique baudelairienne) et, en août, un unique recueil de poésie intitulé Broquéis. C'était le début du symbolisme au Brésil, qui durera jusqu'à 1922, année où fut lancé le modernisme à São Paulo.
Cruz e Souza épousa en 1893 (l'année de publication de Missal et Broquéis) Gavita Gonçalves, femme noire comme lui, de qui il eut quatre enfants, tous prématurément décédés de la tuberculose. Ce malheur familial fera sombrer Gavita Gonçalvez dans l’aliénation mentale.

## Œuvre
- Broquéis (1893, poésie)
- Missal (1893, poèmes en prose)
- Tropos e Fantasias (1885, poèmes en prose, en collaboration avec Virgílio Várzea)

### Œuvres posthumes
- Últimos Sonetos (1905)
- Evocações (1898, poèmes en prose)
- Faróis (1900, poésie)
- Outras evocações (1961, poèmes en prose)
- O livro Derradeiro (1961, poésie)
- Dispersos (1961, poèmes en prose)